# 内蒙古马头琴艺术博物馆
内蒙古马头琴艺术博物馆（英語：Morin Khuur Art Museum Inner Mongolia）是一座位于内蒙古自治区呼和浩特市的博物馆。

## 历史
2016年5月11日建成开馆，位于内蒙古自治区呼和浩特市玉泉区得胜街大东街交汇处大盛魁文创园内，共有四个展厅，主要收藏马头琴为主的蒙古族乐器，包括冒顿潮尔、口弦琴、雅托克等共376件。

## 营业时间
- 周二至周日：早上十点至下午五点
- 周一闭馆